# Орловка (Шекснинский район)
Орловка — деревня в Шекснинском районе Вологодской области.
Входит в состав сельского поселения Домшинского, с точки зрения административно-территориального деления — в Домшинский сельсовет.
Расстояние по автодороге до районного центра Шексны — 22 км, до центра муниципального образования Нестерово — 8 км. Ближайшие населённые пункты — Алферово, Ребячьево, Минейка.
По данным переписи в 2002 году постоянного населения не было.